# Don Elliott
Don Elliott, geboren als Don Elliott Helfman (Somerville (New Jersey), 21 oktober 1926 – Weston (Connecticut), 5 juli 1984), was een Amerikaanse jazzmuzikant (zang, trompet, hoorn, vibrafoon, mellofoon), componist, arrangeur en muziekproducent.

## Biografie
Don Elliott had als kind piano- en accordeonles, speelde mellofoon in de middelbare schoolband, later trompet in het leger. Hij studeerde arrangement aan de Juilliard School of Music en aan de University of Miami. Zijn professionele carrière begon hij als vibrafonist en in 1948 speelde hij in het Jan Raye Trio. In 1948/1949 was hij zanger in de formatie Hi, Lo, Jack & The Dame en speelde hij als trompettist en vibrafonist bij een radiozender. In 1950/1951 werkte hij met George Shearing, Teddy Wilson, Terry Gibbs en Buddy Rich. Daarna formeerde hij zijn eigen band en nam hij het album Tenderly op met Bill Evans. Bovendien was hij betrokken bij plaatopnamen met Paul Desmond, Urbie Green, Michel Legrand, Billy Eckstine, Ruby Braff, Miles Davis en Jackie McLean. Van 1953 tot 1960 won hij als mellofoonspeler meerdere keren de DownBeat-readerspoll in de categorie «miscellaneous instrument».
Naast zijn hoofdinstrumenten trompet, hoorn, mellofoon en vibrafoon speelde Elliott ook trombone en percussie en was hij als zanger actief. Elliott was een pionier van de meersporen-opnametechniek (hij mengde zijn stem tot veelstemmige koren), componeerde talloze reclamejingles, werkte mee bij filmdraaiboeken en als componist aan Broadway.
Elliotts steminzet is te horen in zijn bandproject The Nutty Squirrels, in verschillende filmsoundtracks en in de films The Getaway, Dollars, The Hot Rock en in The Happy Hooker. Elliott was eigenaar van eigen opnamestudio's in New York en in Weston. In het verloop van zijn carrière nam hij meer dan 60 albums en 5000 reclamejingles op.

## Overlijden
Don Elliott overleed in juli 1984 op 57-jarige leeftijd. Hij was getrouwd met de uit Düsseldorf afkomstige actrice Doris Wiss (1929–2015).

## Discografie
Als leader
- 1955: Counterpoint for Six Valves (Riverside Records)
- 1956: New Counterpoint for Six Valves (Riverside Records)
- 1960: Double Trumpet Doings (Jazzland Records)

Als sideman
- ????: Phil Bodner & Company: Fine & Dandy (Stash)
- 1948/1952: Miles Davis: Quintet with Lee Konitz, Quartet with Jackie McLean (Fresh Sound Records)
- 1956/1957: Paul Desmond: Quinet/Quartet featuring Don Elliott (OJC)
- 1961: Billy Eckstine: Basin Street East (Emercy)
- 1956/1957: Bill Evans & Don Elliott: Tenderly (Milestone Records)
- 1958: Urbie Green: Newport Jazz Festival 1958 (Phontastic)
- 1958: Michel Legrand: Legrand Jazz (Philips (platenlabel)|Philips Records)
- ????: George Shearing: Verve Jazz Masters (Verve Records)